# Antoni Malinowski (politolog)
Antoni Stanisław Malinowski (ur. 1947, zm. 2004 w Kielcach) – polski politolog, doktor habilitowany, profesor Akademii Świętokrzyskiej i Wyższej Szkoły Ekonomii i Administracji im. prof. Edwarda Lipińskiego w Kielcach. Dziekan Wydziału Zarządzania i Administracji AŚ (2002–2004).
Autor publikacji o neomarksizmie, szkole frankfurckiej, anarchizmie, Unii Europejskiej. Głównymi obszarami jego zainteresowań była historia doktryn politycznych i współczesna myśl społeczna. Był współpracownikiem czasopisma Lewą Nogą.

## Wybrane publikacje
- Krytyczna teoria społeczeństwa szkoły frankfurckiej a antykomunizm (wyd. Instytut Badania Współczesnych Problemów Kapitalizmu, 1976, s. 276);
- Szkoła frankfurcka a marksizm (wyd. Państwowe Wydawnictwo Naukowe, 1979, s. 392);
- Świadomość proletariatu i praktyka rewolucyjna w ujęciu młodego Lukacsa (1919–1923) (Z pola walki, 1980);
- Współczesny „neomarksizm” (wyd. Książka i Wiedza, 1983, s. 314);
- Mit wolności. Szkice o anarchizmie (wyd. Książka i Wiedza, 1983, s. 170);
- Krytyczna teoria szkoły frankfurckiej a procesy transformacji ustrojowej w krajach Europy środkowej i wschodniej (Słupskie Studia Filozoficzne nr 1, 1997);
- Eurooptymiści i eurosceptycy. Polacy u progu Unii Europejskiej (wyd. DiG, 1999, s. 62);
- Karl R. Popper, W poszukiwaniu lepszego świata (tłumaczenie, wyd. Książka i Wiedza, 2000, s. 300).

## Nagrody
- Nagroda „Trybuny Ludu” (1984)[1]